# The Colbert Report

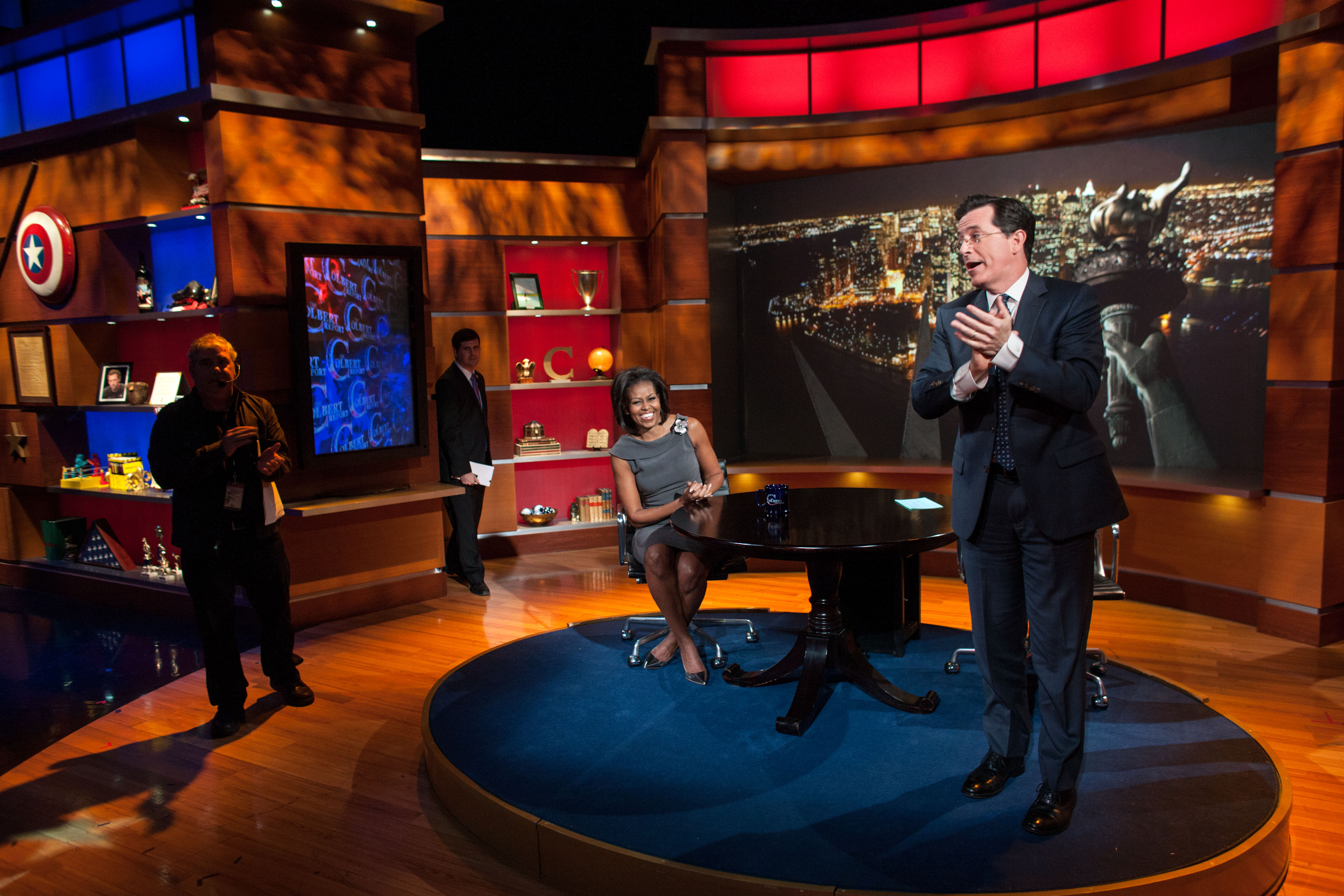
Stephen Colbert em entrevista com Michelle Obama no programa.

The Colbert Report foi um programa de televisão americano que ia ao ar semanalmente pelo canal Comedy Central. É um spin-off do Daily Show, que critica política e os meios de comunicação social.
O espetáculo centra-se em Stephen Colbert, uma personagem fictícia interpretada pelo próprio Colbert. Ele descreve a personagem como um "bem-intencionado e mal-informado idiota de alto status"; trata-se de uma caricatura dos peritos televisivos de política.
O programa estreou em outubro de 2005 e foi bem recebido pelos críticos e começou a ganhar audiência rapidamente. Em 2006, durante o Jantar dos Correspondentes na Casa Branca, Colbert foi chamado para falar e, frente ao presidente George W. Bush e proeminentes figuras do seu governo, ele criticou a administração do país e brincou sobre os fracassos do governo. A controvérsia da apresentação ajudou a popularizar o show. Com o passar dos anos, o programa se firmou como um dos mais assistidos do Comedy Central, ganhando incontáveis prêmios e atraindo diversos convidados, como celebridades e políticos.
O episódio final foi ao ar em 18 de dezembro de 2014. Contando com a participação especial de vários convidados, incluindo Jon Stewart, o episódio foi bem recebido pela crítica e contou com uma audiência de 2,481 milhões de espectadores, a melhor marca do programa.